# Johann Gottlieb Fichte
Johann Gottlieb Fichte (Rammenau, 19 de mayo de 1762-Berlín, 29 de enero de 1814) fue un filósofo alemán de gran importancia en la historia de la Filosofía occidental. Como continuador de la filosofía crítica de Kant y precursor tanto de Schelling como de la filosofía del espíritu de Hegel, es considerado uno de los padres del llamado idealismo alemán. Es el creador de la tríada dialéctica en su terminología tesis-antítesis-síntesis, que suele atribuirse a Hegel, aunque este utilizó la denominación abstracto-negativo-concreto.

## Biografía
Nacido de padres muy pobres, durante su infancia tuvo que trabajar cuidando ocas para ayudar a su familia. Gracias al apoyo del barón Von Miltitz pudo Fichte comenzar sus estudios. El barón, después de verle imitar al pastor y escucharle repetir de memoria un sermón al cual no había podido asistir, se decidió a ayudarle.
Tras acabar sus estudios en el instituto de segunda enseñanza Schulpforta de Naumburgo, se inscribió en la Facultad de Teología de Jena en 1780, para después trasladarse a Leipzig. Durante estos años, la ayuda del barón disminuyó paulatinamente, por lo que, para aliviar la falta de medios, Fichte se puso a trabajar de preceptor, abandonando sus estudios de Teología. Se mudó a Zúrich, donde conoció a Johanna Rahn, con la que finalmente se casaría a escondidas en octubre de 1793. En Zúrich, Fichte también se afilió en la logia masónica Modestia cum Libertate, que solía frecuentar Johann Wolfgang von Goethe.
En 1791 viajó a Königsberg para conocer a Immanuel Kant. Aunque inicialmente este no pareció muy agradado por la inesperada visita, cuando Fichte le enseñó un escrito suyo, el Ensayo de una crítica de toda revelación, le agradó tanto a Kant que pidió personalmente a su editor que lo publicara, lo cual se hizo anónimamente en 1792. Como los académicos pensaron que el libro había sido escrito por el propio Kant, cuando el mismo Kant aclaró la confusión y alabó públicamente la obra, la reputación de Fichte creció significativamente entre la comunidad de filósofos. A consecuencia de este ascenso de su fama, fue llamado a la Universidad de Jena para ocupar una cátedra de Filosofía que había quedado vacante. Allí, entre 1794 y 1795 dictó una serie de polémicas lecciones que serían publicadas como Algunas lecciones sobre el destino del sabio, en las cuales se exponen los temas fundamentales de su reflexión filosófica.
En 1799 una áspera polémica sobre el ateísmo, sostenida con un discípulo, le obligó a dimitir, trasladándose en 1800 a Berlín, donde, como no había universidad, tuvo que trabajar dando lecciones privadas para mantenerse.
En 1806, en el Berlín ocupado por Napoleón, Fichte escribió los Discursos a la nación alemana, publicados en 1808, que se convirtió en el origen del nacionalismo alemán.[cita requerida]
Cuando en 1810 se creó la Universidad de Berlín, fue nombrado profesor ordinario de Filosofía, siendo posteriormente elegido rector en 1811. Al desatarse la guerra de Liberación en 1813, Fichte dejó sus lecciones para enrolarse en la milicia.
Murió en enero de 1814, a los 51 años de edad, a causa del tifus que le había contagiado su mujer, la cual había contraído a su vez la enfermedad mientras trabajaba de enfermera voluntaria cuidando a soldados en un hospital militar.
Su hijo Immanuel Hermann Fichte también se dedicó a la filosofía.

## Pensamiento
Fichte no aceptaba el argumento kantiano sobre la existencia de los noúmena o «cosas en sí», realidades suprasensibles más allá de las categorías de la razón humana. Veía la rigurosa y sistemática separación entre las «cosas en sí» y las cosas «tal y como se nos representan» (phenómena) como una invitación al escepticismo.
En vez de aceptar dicho escepticismo, Fichte sugirió radicalmente que se debía abandonar la noción de mundo noumenal (y la «cosa en sí») y, en su lugar, aceptar que la consciencia no tiene su fundamento en el llamado «mundo real», representado imaginariamente como «afuera» de la consciencia cognitiva. De hecho, Fichte es famoso por su original argumentación de que la consciencia no necesita más fundamento que ella misma: de esta forma, el conocimiento no parte ya del fenómeno, sino del sujeto, en cuanto dota de sentido al mismo proceso cognitivo. Es así que se crea el idealismo: la realidad, en términos epistemológicos, es un producto del sujeto pensante; en contraposición al realismo ingenuo y al empirismo, el cual afirma que los objetos a conocer existen con independencia del sujeto que los percibe.
Esta noción finalmente se convirtió en la característica definitoria del idealismo alemán y, por lo tanto, en la clave esencial para la comprensión de la filosofía de Georg Wilhelm Friedrich Hegel. Aunque en alguna medida rompe con el criticismo kantiano, Fichte es al mismo tiempo el enlace entre Kant —su maestro— y el giro hacia el sujeto que caracterizará a todo el idealismo alemán. En este sentido —y a pesar de las opiniones escritas del propio Kant—, Fichte se veía a sí mismo como continuador consecuente de la obra de Kant. Según afirma en el Fundamento de toda doctrina de la ciencia, se trata en última instancia de proseguir las consecuencias epistemológicas y ontológicas contenidas en la postulación del sujeto kantiano. Las categorías en Kant no tienen génesis, son dadas; mientras, en Fichte las categorías sí tienen génesis, pues son autopoyéticas: se construyen en la interacción universal y necesaria entre el «yo» y el «no-yo», y su síntesis.
En su famoso trabajo Fundamento del derecho natural, Fichte establece que la autoconsciencia es un fenómeno social. Es decir: él afirma que, aunque su existencia depende de los objetos del mundo externo, sin embargo, la mera percepción de estos objetos externos depende de la autoconsciencia. La solución de esta paradoja, para Fichte, es que un ser racional adquiere su consciencia plenamente cuando es «evocado» como consciente por otro ser racional fuera de él mismo. A causa de esta necesidad de relación con otros seres racionales para la consecución de la consciencia, afirma que debe haber una «relación de derecho» en la cual haya un mutuo reconocimiento de racionalidad por ambas partes.
En economía, desconfiaba del librecambismo y sus consecuencias, y abogó por lo que denominó «Estado comercial cerrado»: un esquema económico regulado y solidario, con elementos de proteccionismo frente a la irracionalidad del mercado. Al final de su vida, y con la Restauración andante en Alemania, se le acusó de ateísmo y se le expulsó de la Universidad.

### El «socialismo ético»
En sus Contribuciones destinadas a rectificar el juicio del público sobre la Revolución francesa, obra publicada en 1793, poco después de haberse producido la caída de la Monarquía en Francia, Fichte reflexiona sobre la nueva concepción de la propiedad que había traído la revolución —ahora fruto del legítimo trabajo y no del privilegio, esfera de actividad y no apropiación de cosas— y afirma que «cada hombre que trabaja» tiene el derecho de poseer «una alimentación soportable por el cuerpo humano y en cantidad suficiente para recobrar las fuerzas, una vestimenta adecuada, y una morada sólida y sana». Para Jacques Droz, este es «el punto de partida del socialismo fichteano», cuyos axiomas enuncia en Fundamento del derecho natural según los principios de la doctrina de la ciencia (1796) y que llevaría a la práctica en El Estado comercial cerrado (1800). Según Fichte, el Estado es el que tiene que garantizar que cada persona reciba un mínimo de bienes que le permita vivir «de su propio trabajo» «tan libre y cómodamente como la naturaleza lo permita».

El hombre debe trabajar, no como una bestia de carga que se adormece bajo su peso y que, después de reponer insuficientemente su agotada fuerza, es despertado de nuevo para llevar el mismo peso. Debe trabajar sin el aguijón del miedo, con gusto y con alegría, conservando tiempo libre para levantar su espíritu y su mirada hacia el cielo, para cuya contemplación está hecho.

Para alcanzar este objetivo, el Estado racional (Vernunftstaat) debe reglamentar toda la actividad económica en el marco de un «Estado comercial cerrado» (autarquía), que mantenga las menores relaciones comerciales posibles con el exterior. No obstante, para que el sistema funcione, los ciudadanos deben ser conscientes de sus deberes y de su compromiso con la colectividad; de ahí la importancia que concede a la «educación nacional». El objetivo del sistema, como ha señalado Jacques Droz, no es «una igualación artificiosa de las condiciones; no tiene en perspectiva un reparto mecánico de los bienes, deja al trabajo individual el cuidado de acrecentar la propiedad que ha sido originariamente concedida». El socialismo de Fichte es, por tanto, «un socialismo ético, y su finalidad última es la realización del destino superior de los individuos».

Los principales resultados de la teoría expuesta son éstos: que, en un Estado gobernado según el derecho, las tres clases principales de la nación están calculadas entre sí, y cada una limitada a cierto número de individuos; que a cada ciudadano se le asegura su parte proporcional de todo producto y fabricación del país a cambio del trabajo que se le ha asignado, sin otro equivalente, como se practica en los empleados públicos; que con este fin se fija y mantiene el valor de las cosas en sí, y su precio respecto al dinero; por último, para que esto sea realizable, se debe hacer imposible todo comercio de los ciudadanos con los forasteros.
El Estado comercial cerrado (1800)

## Sus considerandos sobre Kant
Fichte respondió a la pregunta de cómo se relacionan la razón teórica y la práctica respondiendo que las dos partes de la razón están en una relación jerárquica entre sí. Aquí la razón práctica prevalece sobre la razón teórica. Esto último requiere, pues, una razón práctica; pero esto es autónomo. También para Kant la razón práctica era una facultad de la voluntad y, por tanto, autónoma. Sin embargo, según Fichte, este hecho conduce a su teoría de la “autoposición”. Al darse una ley, la voluntad manifiesta simultáneamente su esencia como “voluntad racional”. Esta voluntad de razonar constituye lo que somos, es decir, nuestro yo. “El Yo absoluto es al postularse y se postula siendo.” Por esta razón la razón práctica tiene absoluta libertad. El idealismo de Fichte es, por tanto, una consecuencia de la primacía de la razón práctica.
Fichte elude la crítica del argumento trascendental de Kant al declarar que la razón práctica es la condición de la razón teórica. Para ello, parte de la “acción” de juzgar y, con ayuda de una justificación trascendental, concluye que el yo que se autopone es la condición para ello. Todo juicio es una acción de la mente humana. Esto se basa en la frase “Yo soy”. Lo que está “absolutamente puesto y fundado en sí mismo”  es el fundamento de la acción.
Para evitar la acusación de que tal vez no juzguemos en absoluto, sino que sólo creamos que juzgamos, Fichte introdujo la “intuición intelectual”. También puede entenderse prácticamente como “contemplarse a sí mismo en la realización de un acto”. Cuando juzgamos, no nos observamos a nosotros mismos, sino que hacemos preguntas orientadas a la acción. Estas preguntas se basan en el supuesto de que los humanos son seres racionales. Si esto no fuera cierto, no podría juzgar lo inconcebible. Sin embargo, Fichte sostenía que, aunque el hombre no pudiera dudar de las condiciones del juicio racional, no se seguía de ello que realmente cumpliera esas condiciones.
Fichte hizo la distinción más clara con respecto a Kant con su rechazo del concepto de “cosa en sí”. A sus ojos, ésta es la única manera de preservar la absoluta libertad del yo. Para Fichte, la “cosa en sí” se convierte simplemente en un “impedimento”, un hecho irracional dentro del yo, que éste intenta superar. El resultado es la exclusión del yo, por así decirlo, hacia el mundo como un “no-yo”. ¿Es entonces el yo absoluto una “cosa en sí” del lado del sujeto? La respuesta de Fichte: Sólo cuando “aparece”. El yo absoluto sólo existe en la acción. En su reflexión filosófica, el yo absoluto se convierte en algo objetivo; no existe otra entidad en el mundo real.

## Obra
- —— (1792). Versuch einer Critik aller Offenbarung [Ensayo de una crítica de toda revelación]. Königsberg: Hartung.
- —— (1793). Beitrag zur Berichtigung der Urtheile des Publicums über die französische Revolution [Contribución para rectificar el juicio del público sobre la Revolución francesa]. s. l. [Danzig]: s. ed. [Troschel].
- —— (1794a). Grundlage der gesamten Wissenschaftslehre, als Handschrift für seine Zuhörer [Fundamento de toda doctrina de la ciencia, como manuscrito por sus oyentes]. Leipzig: Christian Ernst Gabler.
- —— (1794b). Einige Vorlesungen über die Bestimmung des Gelehrten [Algunas lecciones sobre el destino del sabio]. Jena y Leipzig: Christian Ernst Gabler.
- —— (1796). Grundlage des Naturrechts nach Principien der Wissenschaftslehre [Fundamento del derecho natural según principios de la doctrina de la ciencia]. Jena y Leipzig: Christian Ernst Gabler.
- —— (1798). Das System der Sittenlehre nach den Principien der Wissenschaftslehre [El sistema de la doctrina moral según los principios de la doctrina de la ciencia]. Jena y Leipzig: Christian Ernst Gabler.
- —— (1800). Der geschlossene Handelsstaat [El Estado comercial cerrado]. Leipzig: Philipp Reclam.
- —— (1806). Die Grundzüge des gegenwärtigen Zeitalters [Los rasgos fundamentales de la época presente]. Berlín: Realschulbuchhandlung.
- —— (1808). Reden an die deutsche Nation [Discursos a la nación alemana]. Berlín: Realschulbuchhandlung.

## Traducciones al español
- Fichte, J. G. (1982). Reseña de «Enesidemo». Madrid: Hiperión.
- Fichte, J. G. (1984). Discursos a la nación alemana. Barcelona: Ediciones Orbis.
- Fichte, J. G. (1986). Reinvindicación de la libertad de pensamiento y otros escritos políticos. Madrid: EDITORIAL TECNOS.
- Fichte, J. G. (1987). Doctrina de la Ciencia nova methodo. Valencia: Natán.
- Fichte, J. G. (1994). Fundamento del derecho natural según los principios de la doctrina de la ciencia. Madrid: Centro de Estudios Constitucionales.
- Fichte, J. G. (1996). Sobre la capacidad lingüística y el origen de la lengua. Madrid: EDITORIAL TECNOS.
- Fichte, J. G. (1997). Filosofía de la masonería. Cartas a Constant. Madrid: Ediciones ISTMO.
- Fichte, J. G. (2002). Algunas lecciones sobre el destino del sabio. Madrid: Ediciones ISTMO.
- Fichte, J. G. (2002). Ensayo de una crítica de toda revelación. Madrid: Editorial Biblioteca Nueva.
- Fichte, J. G. (2005). Ética o El sistema de la doctrina de las costumbres según los principios de la Doctrina de la Ciencia. Madrid: Ediciones Akal.
- Fichte, J. G. (2009). Sobre el concepto de la doctrina de la ciencia. Seguido de tres escritos sobre la misma disciplina. México, D.F.: Universidad Nacional Autónoma de México.
- Fichte, J. G. (2011). El destino del hombre. Salamanca: Ediciones Sígueme.
- Kant, I., Fichte, J. G., Schelling, F., & Hegel, G. W. (2011). Kant, Fichte; Schelling, Hegel: correspondencia. Bogotá: Universidad Nacional de Colombia.